# Complete Music
Complete Music es el segundo álbum de remix y es una mezcla de sonidos generados en el décimo álbum de New Order, Music Complete lanzado el 13 de mayo de 2016.

## Lanzamiento
La portada  cuenta con el mismo diseño geométrico con una paleta de colores modificado y se han añadido dos nuevas mezclas exclusivas de "Nothing But a Fool" y "Superheated", que son diferentes del conjunto 8LP de vinilo de Music Complete.

## Lista de canciones
| N.º | Título                                   | Duración |  |
| 1.  | «Restless» (Extended Mix)                | 9:29     |  |
| 2.  | «Singularity» (Extended Mix)             | 7:33     |  |
| 3.  | «Plastic» (Extended Mix)                 | 9:06     |  |
| 4.  | «Tutti Frutti» (Extended Mix)            | 8:05     |  |
| 5.  | «People on the High Line» (Extended Mix) | 7:51     |  |
| 6.  | «Stray Dog» (Extended Mix)               | 6:31     |  |
| 7.  | «Academic» (Extended Mix)                | 8:56     |  |
| 8.  | «Nothing but a Fool» (Extended Mix 2)    | 9:09     |  |
| 9.  | «Unlearn This Hatred» (Extended Mix)     | 5:25     |  |
| 10. | «The Game» (Extended Mix)                | 7:24     |  |
| 11. | «Superheated» (Extended Mix 2)           | 7:07     |  |